# TDRS-6
El TDRS-6, conocido antes del lanzamiento como TDRS-F, es un satélite de comunicaciones estadounidense operado por la NASA y fue construido por TRW como parte del Tracking and Data Relay Satellite System.

## Lanzamiento
El TDRS-F fue desplegado desde el transbordador espacial Endeavour durante la misión STS-54 en 1993. El Endeavour fue lanzado desde el Complejo de lanzamiento 39B del Centro Espacial Kennedy, a las 13:59:30 GMT del 13 de enero de 1993. El TDRS-F se desplegó desde Endeavor aproximadamente seis horas después del lanzamiento, y se elevó a la órbita geosincrónica por medio de una etapa superior inercial (IUS).